# Кошковце
Кошковце (слч. Koškovce) насељено је мјесто са административним статусом сеоске општине (слч. obec) у округу Хумење, у Прешовском крају, Словачка Република.

## Становништво
| Година:    | 1994. | 2004.   | 2014.   | 2024.    |
| ---------- | ----- | ------- | ------- | -------- |
| Број људи: | 603   | 622     | 609     | 528      |
| Разлика:   |       | +3,15 % | -2,09 % | -13,30 % |

| Година:    | 2023. | 2024.   |
| ---------- | ----- | ------- |
| Број људи: | 533   | 528     |
| Разлика:   |       | -0,93 % |

Према подацима о броју становника из 2024. године насеље је имало 528 становника.